# OpenToonz
OpenToonz, é um programa de computador desenvolvido pela empresa japonesa Dwango, utilizado para animação em 2D. Lançado em 26 de março de 2016, trata-se de uma versão em código aberto do Toonz, um software de animação profissional. Uma variante comercial ampliada para profissionais e estúdios, o Toonz Premium, está sendo desenvolvida e comercializada pela Digital Video S.p.A. O software já foi utilizado por importantes estúdios de animação, como o Studio Ghibli em importantes filmes de animação, como, Mononoke Hime, Sen to Chihiro no Kamikakushi,[carece de fontes?] Howl no Ugoku Shiro e Gake no ue no Ponyo. Também foi utilizado em séries de animação como Futurama e no filme Anastasia.